# Tiancadi
Tiancadi é uma comuna rural do sul do Mali da circunscrição de Sicasso e região de Sicasso. Segundo censo de 1998, havia 3 418 residentes, enquanto segundo o de 2009, havia 4 674. A comuna inclui 3 vilas, uma das quais, Zibangolola, é sua sede.